# A Hustled Wedding
A Hustled Wedding è un cortometraggio muto del 1911 diretto da Frank Wilson.

## Trama
Un uomo deve fare un matrimonio molto affrettato: per poter ereditare mille sterline, deve infatti sposarsi nel giro di tre ore.

## Produzione
Il film fu prodotto dalla Hepworth.

## Distribuzione
Distribuito dalla Hepworth, il film - un cortometraggio di 175 metri - uscì nelle sale cinematografiche britanniche nel dicembre 1911.
Si conoscono pochi dati del film che, prodotto dalla Hepworth, fu distrutto nel 1924 dallo stesso produttore, Cecil M. Hepworth. Fallito, in gravissime difficoltà finanziarie, il produttore pensò in questo modo di poter almeno recuperare il nitrato d'argento della pellicola.